# Borophagina
Borophagina — підтриба Borophaginae, групи вимерлих псових. Вони населяли більшу частину Північної Америки від раннього міоцену до занклінської стадії пліоцену, 20.6–3.6 млн років тому, і існували приблизно 17 мільйонів років.
Як і деякі інші борофагіни, вони були канідами з коротким обличчям і великою щелепою, хоча група включала як всеїдних, так і гіперхижих видів.